# مونه (استان اشوی‌داشکسیه)
مونه (به لهستانی: Młyny) یک منطقهٔ مسکونی در لهستان است که در گمینا بوسکو-زدروی واقع شده‌است.